# Białe Wrótka
Białe Wrótka – przełęcz w grani głównej Tatr Zachodnich, pomiędzy Małą Białą Skałą (1316 m) a Białą Skałą (1378 m). Południowe stoki spod przełęczy opadają do Doliny Suchej Sielnickiej, północne do Doliny Spadowego Potoku.
Białe Wrótka są na wielu mapach błędnie lokalizowane. Tak np. polska mapa Tatry Zachodnie słowackie i polskie błędnie lokalizuje tę przełęcz pomiędzy Małą Białą Skałą a Jaworzyńską Kopą. Na słowackiej mapie brak nazwy tej przełęczy, zaś Biała Skała jest błędnie opisana w miejscu Małej Białej Skały.
Obszar przełęczy jest zalesiony. Zbudowany jest ze skał osadowych (wapienie i dolomity). Przez przełęcz prowadzi czerwony szlak turystyczny (odcinek szlaku wiodącego granią główną Tatr Zachodnich).

## Szlaki turystyczne
– czerwony:  Wyżnia Huciańska Przełęcz – Białe Wrótka – Biała Skała – Siwy Wierch.
- Czas przejścia od szosy z Wyżniej Huciańskiej Przełęczy na Białą Skałę: 1:15 h, ↓ 0:45 h.
- Czas przejścia z Białej Skały na Siwy Wierch: 1:45 h, ↓ 1:15 h